# Balclutha volcanicola
Balclutha volcanicola är en insektsart som beskrevs av George Willis Kirkaldy 1910. Balclutha volcanicola ingår i släktet Balclutha och familjen dvärgstritar. Inga underarter finns listade i Catalogue of Life.